# Де Жезус Роша, Джоване
Джова́не де Жезу́с Ро́ша (порт.-браз. Geovane de Jesus Rocha; род. 31 июля 2001, Риашу-ди-Сантана, Баия) — бразильский футболист, защитник американского клуба «Даллас».

## Клубная карьера
Жезус Роша — воспитанник клубов «Палмейрас» и «Крузейро». 25 апреля 2021 года в матче против «Атлетико Патросиненсе» он дебютировал за последних в лиге Минейро. 30 апреля 2022 года в матче против «Шапекоэнсе» Джоване забил первый гол за составе «Крузейро». По итогам сезона 2022 года бразилец стал чемпионом бразильской Серии B.
В декабре 2022 года было объявлено что Жезус займет легионерский слот в клубе MLS «Даллас». 26 февраля 2023 года в матче против «Миннесоты Юнайтед» он дебютировал в MLS.